# Castelo do Cairo
Castelo do Cairo ou Castelo Al-Qahira (em árabe: قلعة القاهرة) é um castelo, na antiga cidade de Taiz, no Iêmen. Ele está localizado na encosta norte do Monte Sabr, com base nas montanhas rochosas com vista para a cidade. Diz-se que a área foi originalmente referido como o velho Taiz, e, mais tarde renomeado como Al-Qahira (Cairo). O castelo é considerado como o núcleo da cidade de Taiz.
O sultão do Sulayhids 'Abd Allah ibn Muhammad al-Sulayhi encomendou o castelo, na primeira metade do século XII, e foi ampliado durante o governo de seu irmão Ali ibn Muhammad al-Sulayhi.

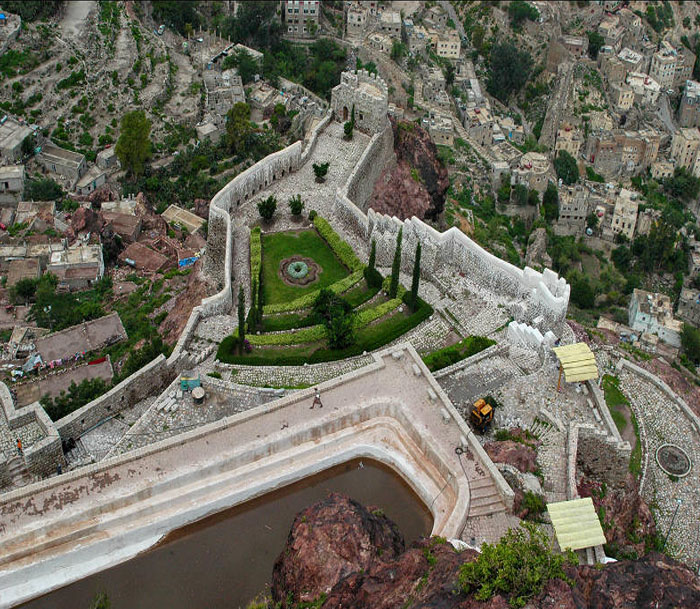
Visualização de cima do jardim do Castelo do Cairo.

## Arquitetura
O Castelo do Cairo é composto de duas seções. A primeira seção é chamada de "Al-Adina" e inclui jardins construídos em forma de terraço na encosta da montanha. Piscinas foram esculpidos e construídos em uma das fachadas da montanha, bem como as mansões espalhadas em torno dele, cercado por torres e parques. Nesta seção há quatro palácios: Dar al-Adab, Dar al-Shajarah, o Dar al-Adil, e Dar al-'Amara. Dar al-'Amara foi especialmente designado para o sultão e como a casa de hóspedes para convidados ilustres, e foram anexado túneis e passagens secretas para se conectar a outros palácios. A segunda parte do castelo é conhecida como "a área do Magrebe", e consiste de uma série de palácios, torres de guarda, armazenamento de grãos instalações e reservatórios de água. A parede do castelo é um dos mais importantes artefatos históricos da cidade de Taiz, que foi construído nos tempos antigos, a fim de conter todos os bairros da cidade velha. Também acredita-se ter sido fundada na época da dinastia Sulayhid e foi construída com complexa tecnologia de engenharia. Sua altura atinge 120 metros e espessura de quatro metros, e continha quartos para serviçais e guarnição, alguns dos quais ainda permanecem até hoje.
A parede do castelo liga-se com o velho muro de Taiz, que tinha quatro portões principais: Bab al-Kabir, Bab Musa, Bab al-Madjar e Bab al-Nasr. Acima do portão, existia uma torre de vigia que guardando a cidade. A entrada principal para o castelo está localizado no lado sul da área Al-Moayad. Ele consiste em uma madrassa construída pelo Sultão al-Muayyad em 1281, uma pequena cúpula, um lago e os restos do Parque Sultão Al-Muayyed. A madrasa tem um pequeno sahn, e o parque ainda está até hoje.

## Destruição
Em 2015, durante o curso da Guerra Civil do Iémen, o castelo foi tomado pelos rebeldes Houthi, e atingido por um ataque aéreo da coligações lideradas pela Arábia Saudita. Afirma-se que o castelo foi "destruído", embora o nível de destruição permanece incerto.
De acordo com um relatório da UNESCO, o Castelo do Cairo foi danificado em dois ataques: em 10 de maio e 21 de maio de 2015. 30% do castelo foi danificado no segundo ataque.